# Soyuz TM-12
Soyuz TM-12 foi a 12ª missão Soyuz à estação espacial russa Mir, realizada entre maio e outubro de 1991. Em sua viagem de ida, a nave levou entre seus tripulantes a britânica Helen Sharman, primeiro e único cidadão da Grã Bretanha a ir ao espaço até hoje.

## Tripulação
Lançados
| Posição                 | Cosmonauta          | Duração          | Pousou na   |
| ----------------------- | ------------------- | ---------------- | ----------- |
| Comandante              | Anatoli Artsebarsky | 144d 15h 21m 50s | Soyuz TM-12 |
| Engenheiro de voo       | Sergei Krikalev     | 311d 20h 00m 34s | Soyuz TM-13 |
| Cosmonauta-pesquisadora | Helen Sharman       | 7d 21h 13m 45s   | Soyuz TM-11 |

Aterrissaram
| Posição                 | Cosmonauta          | Duração          | Lançou na   |
| ----------------------- | ------------------- | ---------------- | ----------- |
| Comandante              | Anatoli Artsebarsky | 144d 15h 21m 50s | Soyuz TM-12 |
| Engenheiro de voo       | Toktar Aubakirov    | 7d 22h 12m 40s   | Soyuz TM-13 |
| Cosmonauta-pesquisadora | Franz Viehböck      | 7d 22h 12m 40s   | Soyuz TM-13 |

## Parâmetros da missão
- Massa: 7 160 kg
- Perigeu: 389 km
- Apogeu: 397 km
- Inclinação: 51.6°
- Período: 92.4 minutos

## Pontos altos da missão
O grupo Derbent recebeu a bordo da Mir os cosmonautas soviéticos Anatoli Artsebarski e Sergei Krikalev (em sua segunda visita à estação) e a britânica Helen Sharman, que estava a bordo como parte do Projeto Juno, um empreendimento cooperativo parte suportado pelo programa experimental britânico, que era projetado pelos soviéticos, fortemente ligado às ciências biológicas.
Sharman foi escolhida, por concurso, entre dezenas de milhares de cidadãos comuns, para realizar treinamento no programa espacial soviético para ir ao espaço, sendo tecnicamente, o primeiro turista espacial. Uma sacola com 250 mil sementes de amor-perfeito foram colocadas na Kvant 2 em um EVA, um compartimento não tão protegido contra as radiações cósmicas quantos os outros compartimentos da Mir. Sharman também contactou nove escolas britânicas por rádio e conduziu experimentos com supercondutores a altas temperatura com o dispositivo Elektropograph-7K.
Sharman comentou que ele teve dificuldade em encontrar equipamentos na Mir. pois havia muito mais equipamentos do que no treino que ela realizou na cidade de treinamento de cosmonautas de Zvezdny Gorodok. Krikalev comentou que, mesmo a Mir tendo mais módulos que quando ela tinha na primeira vez que ele esteve a bordo, ela não parecia mais vazia, pois continha mais equipamentos. Krikalev também percebeu que alguns dos materiais protegendo o exterior da estação haviam envelhecido e perdido sua cor original, porêm isto não teve nenhum impacto na operação da estação.
A Soyuz TM-12 passou 144 dias acoplada à Mir. Enquanto ela estava em órbita, o golpe de estado mal sucedido contra Mikhail Gorbachev atingiu a União Soviética, iniciando os acontecimentos que posteriormente levariam ao fim da União Soviética em 1 de Janeiro de 1992.